# Doyle (Texas)
Pour les articles homonymes, voir Doyle.
Doyle est une census-designated place située dans le comté de San Patricio, dans l’État du Texas, aux États-Unis. Sa population s’élevait à 254 habitants lors du recensement de 2010.